# Pherecydes carinae
Pherecydes carinae là một loài nhện trong họ Thomisidae.
Loài này thuộc chi Pherecydes. Pherecydes carinae được miêu tả năm 1980 bởi Dippenaar-Schoeman.